# 沃什迈杰尔
沃什迈杰尔，是匈牙利索博尔奇-索特马尔-贝拉格州所辖的一个村。总面积22.73平方公里，总人口1711，人口密度75.3人/平方公里（2011年1月1日）。